# کوبان

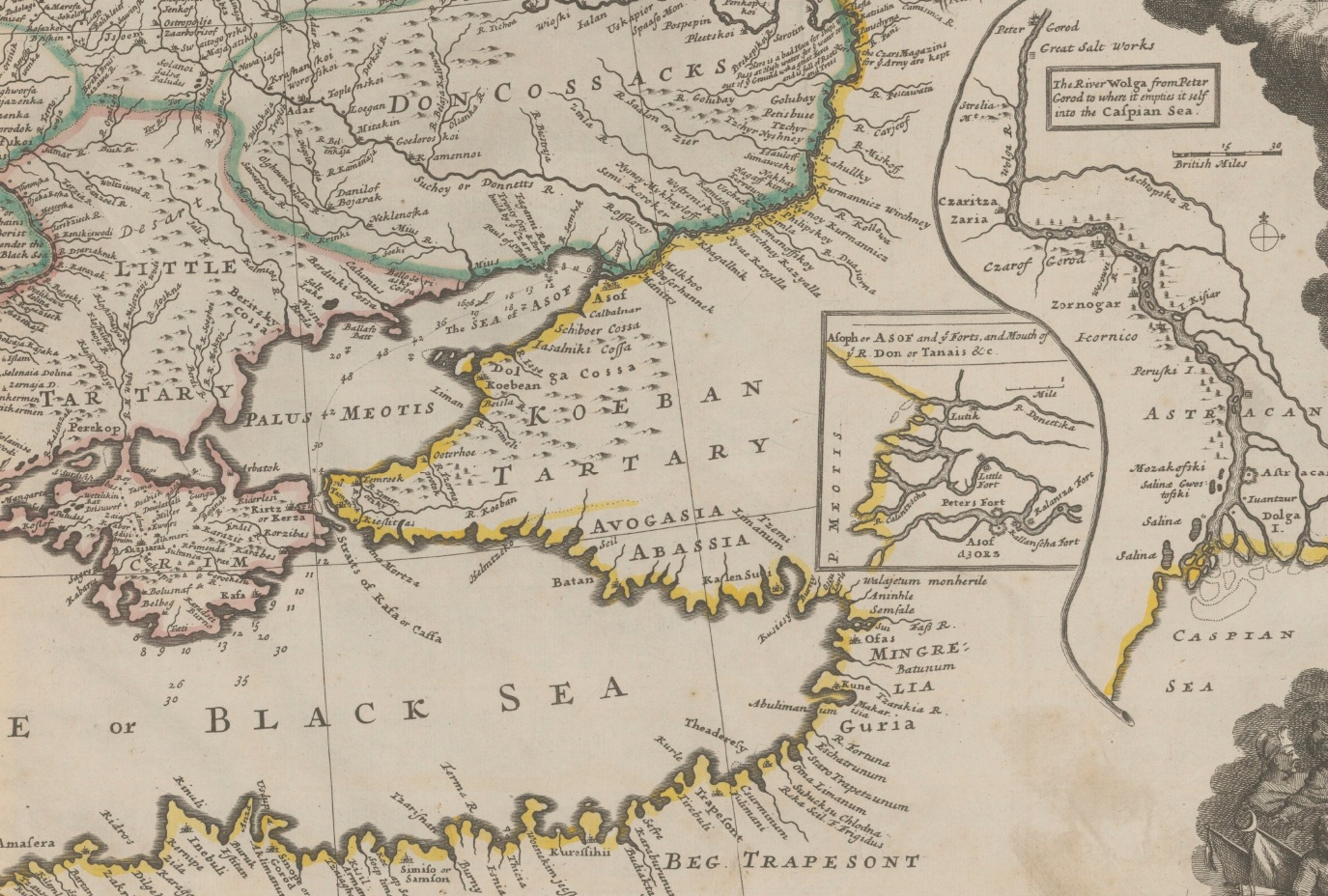
منطقه کوبان و پیرامون آن در حدود سال ۱۷۰۰ - هرمان مول

نقشه استان کوبان در سال ۱۹۰۰

کوبان (روسی: Кубань) منطقه‌ای تاریخی و جغرافیایی در قفقاز شمالی در جنوب روسیه است که توسط رود کوبان، ساحل دریای سیاه بین سبزدشت پونتی‌خزری و دلتای ولگا احاطه شده و در سمت غرب توسط تنگه کرچ از شبه‌جزیره کریمه جدا شده است. سرزمین کراسنودار اغلب چه به صورت رسمی و چه غیررسمی به عنوان کوبان شناخته می‌شود، اگرچه کاربرد اصطلاح کوبان منحصر به کراسنودار نیست و جمهوری‌های آدیغیه، قره‌چای و چرکس و بخش‌هایی از سرزمین استاوروپول را در خود جای می‌دهد.

## سکونتگاه کازاک‌ها
سکونت کازاک‌ها در منطقه کوبان و مناطق مجاور دریای سیاه به تدریج برای بیش از یک قرن رخ داد و به شدت تحت تأثیر نتایج درگیری‌های روسیه و امپراتوری عثمانی قرار گرفت. در میانه سده ۱۸ میلادی، در این منطقه عمدتاً قبایل چرکس سکونت داشتند. پس از جنگ روسیه و عثمانی بین سال‌های ۱۷۶۸ تا ۱۷۷۴، جمعیت این منطقه تمایلات بیشتری به طرفداری از روسیه نشان دادند.
به منظور جلوگیری از جاه طلبی ترک‌های عثمانی برای استفاده از منطقه کوبان برای تسهیل بازگرداندن کریمه، روسیه در دهه ۱۷۷۰ شروع به ایجاد شبکه ای از استحکامات در امتداد رودخانه کوبان کرد. پس از الحاق کریمه به روسیه، کرانه سمت راست کوبان و شبه‌جزیره تامان در ۱۷۸۳، رودخانه کوبان به مرز امپراتوری روسیه تبدیل شد. در دهه ۱۷۹۰–۱۷۸۰ قلعه‌های جدیدی در کوبان ساخته شد.
تا سال ۱۷۹۰، این قلعه‌ها و سکونتگاه‌های متروک کازاک‌ها در کنار رود لابا و در تامان، تنها نشانه حضور روسیه در این منطقه بود. اسکان فشرده‌تر در ۱۷۹۲–۱۷۹۴ انجام گرفت، زمانی که کازاک‌های دریای سیاه و کازاک‌های دن توسط دولت روسیه به منظور تقویت مرزهای جنوبی در این منطقه اسکان مجدد داده شدند.
در پایان سده ۱۸ و آغاز سده ۱۹، کرانه راست رود کوبان نیز مسکونی شد. در همان زمان، نخستین سکونتگاه‌ها در سواحل دریای سیاه و در دشت میان کوبان و رودهای بولشایا لابا ظاهر شدند. در نیمه دوم سده نوزدهم، گسترش سکونتگاه‌ها تشدید شد و این سرزمین از نظر اداری در استان کوبان و منطقه دریای سیاه سازماندهی شد (که بعداً به فرمانداری دریای سیاه تبدیل شد).
قرار گرفتن این سرزمین در امتداد مرز تأثیر بسزایی در تقسیمات اداری آن داشت که عناصر حکومت‌های مدنی و نظامی را در خود جای داده بود.